# Seznam zápasů české a jihokorejské hokejové reprezentace
Toto je seznam zápasů české a jihokorejské hokejové reprezentace na ZOH.

## Lední hokej na olympijských hrách
| Datum     | Číslo | Česko | Výsledek | Zápas | ZOH  | Místo    | Branky České republiky   |
| --------- | ----- | ----- | -------- | ----- | ---- | -------- | ------------------------ |
| 15.2.2018 | 1     | Česko | 2:1      | ZS    | 2018 | Kangnung | Jan Kovář • Michal Řepík |
| Zdroj     |       |       |          |       |      |          |                          |